# Yukiyo Mine
Yukiyo Mine (峰 幸代, Mine Yukiyo, Fukuoka, 26 de janeiro de 1988) é uma jogadora de softbol japonesa, que joga na posição de receptora.

## Carreira
Mine compôs o elenco da Seleção Japonesa de Softbol Feminino e nos Jogos Olímpicos de Verão de 2008 em Pequim e nos Jogos Olímpicos de Verão de 2020 em Tóquio, onde se consagrou campeã com a conquista da medalha de ouro.